# Hermenches
Hermenches ist eine politische Gemeinde im Distrikt Broye-Vully des Kantons Waadt in der Schweiz.

## Geographie
Hermenches liegt auf 679 m ü. M., 24 km südwestlich des Bezirkshauptortes Payerne (Luftlinie). Das Bauerndorf erstreckt sich auf einem Geländevorsprung östlich des Tals der Bressonne, auf der Nordostabdachung des Hochplateaus des Jorat, im Waadtländer Mittelland.
Die Fläche des 4,8 km² grossen Gemeindegebiets umfasst einen Abschnitt im nordöstlichen Teil des Hochplateaus des Jorat. Der zentrale Teil des Gebietes wird von der Höhe von Hermenches eingenommen, die im Westen vom Tal der Mérine, im Osten von demjenigen der Bressonne begrenzt wird. Diese beiden Täler sind tief in die Molasseschichten eingeschnitten. Im Nordosten reicht der Gemeindeboden auf den Hügel Le Mont (728 m ü. M.). Auch der südliche Gemeindeteil ist durch das Tal des Ruisseau de Corcelles, eines linken Zuflusses der Bressonne, und seiner Seitenbäche, darunter der Ruisseau de Cuchepan, gegliedert. Der höchste Punkt von Hermenches wird mit 834 m ü. M. im Waldgebiet Bois de Ban im Südwesten des Dorfes am Aufstieg zum Joratplateau erreicht. Von der Gemeindefläche entfielen 1997 6 % auf Siedlungen, 29 % auf Wald und Gehölze und 65 % auf Landwirtschaft.
Zu Hermenches gehören die Hofsiedlungen Moille-Robert (660 m ü. M.) und Moille-Cugy (741 m ü. M.) auf dem Höhenrücken von Hermenches, Méleries (740 m ü. M.) über dem Tal des Ruisseau de Corcelles sowie mehrere Einzelhöfe. Nachbargemeinden von Hermenches sind Moudon, Rossenges, Syens, Vucherens, Ropraz, Corcelles-le-Jorat, Jorat-Menthue.

## Bevölkerung
Mit 377 Einwohnern (Stand 31. Dezember 2023) gehört Hermenches zu den kleinen Gemeinden des Kantons Waadt. Von den Bewohnern sind 95,4 % französischsprachig, 2,1 % deutschsprachig und 0,7 % italienischsprachig (Stand 2000). Die Bevölkerungszahl von Hermenches belief sich 1900 auf 317 Einwohner. Danach wurde bis 1970 durch starke Abwanderung eine Abnahme auf 194 Einwohner verzeichnet; seither nahm die Bevölkerung jedoch wieder deutlich zu.

## Wirtschaft
Hermenches war bis in die zweite Hälfte des 20. Jahrhunderts ein vorwiegend durch die Landwirtschaft geprägtes Dorf. Noch heute haben der Ackerbau, der Obstbau und die Viehzucht eine wichtige Bedeutung in der Erwerbsstruktur der Bevölkerung. Weitere Arbeitsplätze sind im lokalen Kleingewerbe und im Dienstleistungssektor vorhanden. Mit der Errichtung einiger Einfamilienhäuser in den letzten Jahrzehnten hat sich das Dorf auch zu einer Wohngemeinde entwickelt. Einige Erwerbstätige sind deshalb Wegpendler, die hauptsächlich in Moudon und in Lausanne arbeiten.

## Verkehr
Die Gemeinde liegt abseits der grösseren Durchgangsstrassen, ist aber von Moudon leicht zu erreichen. Durch einen Postautokurs, der von Moudon vie Villars-Mendraz nach Thierrens verkehrt, ist Hermenches an das Netz des öffentlichen Verkehrs angebunden.

## Geschichte
Die erste urkundliche Erwähnung des Ortes erfolgte 1254 unter dem Namen Ermeiges. Später erschienen die Bezeichnungen villa de Ermenges (1340), Hermainge (1453) und Hermenges im 17. Jahrhundert. Der Ortsname geht auf den burgundischen Personennamen Harimôd zurück und bedeutet bei den Leuten des Harimôd.
Hermenches wurde vermutlich im 13. Jahrhundert von Mönchen des Zisterzienserklosters Haut-Crêt gegründet, die das Gebiet am Ostabhang des Jorat urbar machten. Mit der Eroberung der Waadt durch Bern im Jahr 1536 gelangte Hermenches unter die Verwaltung der Landvogtei Moudon. Vom 16. bis 18. Jahrhundert bildete das Dorf eine eigene kleine Herrschaft. Nach dem Zusammenbruch des Ancien Régime gehörte Hermenches von 1798 bis 1803 während der Helvetik zum Kanton Léman, der anschliessend mit der Inkraftsetzung der Mediationsverfassung im Kanton Waadt aufging. 1798 wurde es dem Bezirk Moudon zugeteilt.

## Sehenswürdigkeiten
Das Dorfschulhaus mit Glockenturm und integrierter Kapelle wurde 1761 erbaut. Die Ursprünge des Schlosses gehen auf das Jahr 1648 zurück; später wurde das Gebäude mehrfach umgebaut und dient heute als Alters- und Pflegeheim. Im Ortskern sind einige charakteristische Bauernhäuser aus dem 18. und 19. Jahrhundert erhalten.